# Xã Jasper, Quận Wayne, Illinois
Xã Jasper (tiếng Anh: Jasper Township) là một xã thuộc quận Wayne, tiểu bang Illinois, Hoa Kỳ. Năm 2010, dân số của xã này là 1.769 người.